# Lilly Towska
Lilly Towska (* 31. Januar 1901; † 27. April 1995 in Köln; vereinzelt auch als Lilly Towsko geführt) war eine deutsche Schauspielerin.

## Leben

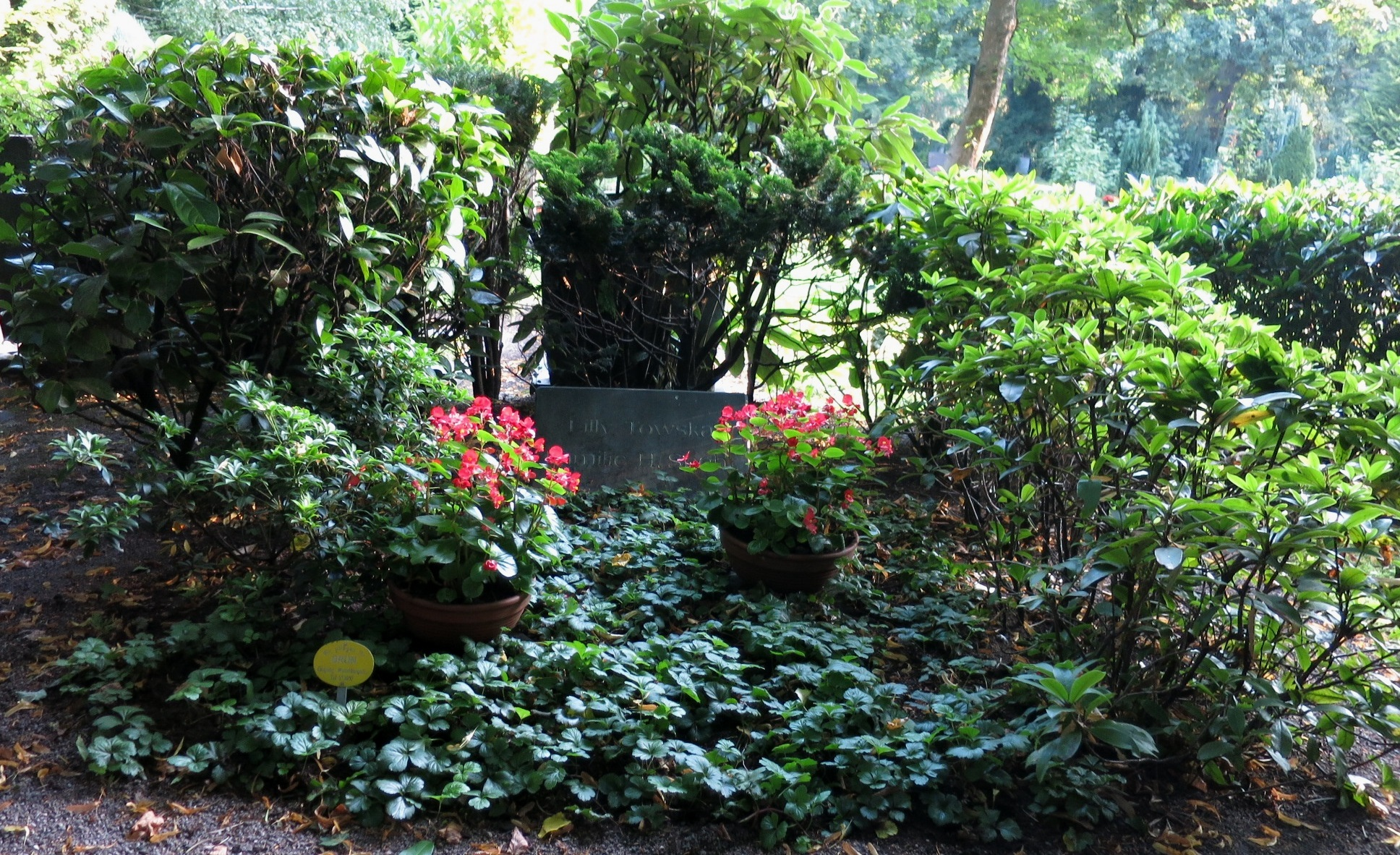
Grab von Lilly Towska auf dem Kölner Friedhof Melaten

Nach Stationen an Theatern in Berlin (Residenz-Theater und Komödie), spielte sie ab 1950 an den Städtischen Bühnen Oberhausen, dem Theater der Stadt Bonn und dem Stadttheater Aachen. Daran schloss sich ab dem Jahr 1956 ein Engagement an den Bühnen der Stadt Köln an.
Lilly Towska wirkte auch in verschiedenen Film-, Fernseh- und Hörspielproduktionen mit. Darunter befanden sich in den 1950er Jahren einige Hörspiele der populären Paul-Temple-Reihe des NWDR bzw. WDR von Francis Durbridge. Zudem war sie als Synchronsprecherin tätig.
Lilly Towska wurde auf dem Kölner Friedhof Melaten (Lit.K Nr. 268) beigesetzt.

## Filmografie (Auswahl)
- 1938: Frauen für Golden Hill
- 1940: Die unvollkommene Liebe
- 1960: Die erste Mrs. Selby (Fernsehfilm)
- 1960–1961: Oben und unten (Fernsehserie) – 11 Folgen als Dora Bertram[4]
- 1961: Spanische Legende (Fernsehfilm)
- 1963: Der Fall Sacco und Vanzetti (Fernsehfilm)
- 1964: Nebeneinander (Fernsehfilm)
- 1964: Thomas More (Fernsehfilm)
- 1965: Die Schlüssel (Fernseh-Mehrteiler)
- 1968: Ein Mann namens Harry Brent (Fernseh-Mehrteiler)
- 1970: Thomas Chatterton (Fernsehfilm)
- 1978: Lady Audleys Geheimnis (Fernseh-Mehrteiler)
- 1979: Wege in der Nacht (Fernsehfilm)
- 1990: Janoschs Traumstunde (Fernsehserie) – 2 Folgen als Sprechrolle

## Hörspiele (Auswahl)
- 1951: Um Jahr und Tag – Regie: Otto Kurth
- 1952: Bube ist Trumpf – Regie: Eduard Hermann
- 1953: Paul Temple und der Fall Vandyke – Regie: Eduard Hermann
- 1954: Paul Temple und der Fall Jonathan – Regie: Eduard Hermann
- 1955: Ein Sonntag wird zum Sonntag erst – Regie: Guy Walter
- 1955: Es geht nicht ohne Liebe – Regie: Ludwig Cremer
- 1956: Paul Temple und der Fall Madison – Regie: Eduard Hermann
- 1956: Neues aus Schilda; Folge: Der ausgebürgerte Bürgermeister – Regie: Ludwig Cremer
- 1956: Neues aus Schilda; Folge: Eine Wolke melken – Regie: Friedhelm Ortmann
- 1956: Der Doppelmord in der Rue Morgue – Regie: Raoul Wolfgang Schnell
- 1956: Unterm Birnbaum – Regie: Wolfgang Spier
- 1957: Paul Temple und der Fall Gilbert – Regie: Eduard Hermann
- 1957: Aus dem Leben David Copperfields – Regie: Kurt Meister
- 1957: Frau Maigret als Detektiv – Regie: Otto Kurth
- 1957: Es geschah in … Holland; Folge: Es war ganz einfach Liebe – Regie: Otto Kurth
- 1957: Es geschah in … Italien; Folge: Adonius kehrt heim – Regie: Friedhelm Ortmann
- 1957: Es geschah in … Bayern; Folge: Träumen ist billiger – Regie: Friedhelm Ortmann
- 1958: Es geschah in... USA; Folge: Kommt ein Vogel geflogen – Regie: Friedhelm Ortmann
- 1958: Der kleine Lord – Regie: Fritz Peter Vary
- 1958: Paul Temple und der Fall Lawrence – Regie: Eduard Hermann
- 1959: Es geschah in … Italien; Folge: Nicola – Regie: Heinz Dieter Köhler
- 1959: Es geschah in … Frankreich; Folge: Boulletts letzter Wille – Regie: Friedhelm Ortmann
- 1959: Es geschah in … Schweden; Folge: Solange noch das Flämmchen glüht – Regie: Otto Kurth
- 1959: Es geschah in … England; Folge: Der Mann mit der Aktenmappe – Regie: Otto Kurth
- 1960: Und das Licht scheint in der Finsternis – Regie: Ludwig Cremer
- 1961: Juwelenraub – Regie: Erik Ode
- 1962: Eine ganz ungewöhnliche Geschichte, die sich in Petersburg ereignete – Regie: Edward Rothe
- 1962: Paul Temple und der Fall Margo – Regie: Eduard Hermann
- 1964: Glocken des Todes – Regie: Rolf von Goth
- 1965: Die Wasserminna (3 Teile) – Regie: Otto Düben
- 1965: Von Mäusen und Maschinen – Regie: Fritz Peter Vary
- 1967: Landpartie – Regie: Günther Sauer
- 1968: Bericht über die Pest in London, erstattet von Bürgern der Stadt, die im Jahre 1665, zwischen Mai und November, daran zugrunde gingen – Regie: Heinz von Cramer
- 1970: Die schwarze Kerze – Regie: Gustav Burmester
- 1973: Ein Zimmer wird leer – Regie: Friedhelm Ortmann
- 1985: Ein Hundeleben – Regie: Joachim Sonderhoff
- 1988: Dem Manne kann geholfen werden – Regie: Klaus Wirbitzky
- 1989: Wachtel-Terrine – Regie: Bernd Lau
- 1992: Der Hahn – Regie: Eran Baniel